# Nobody Speak: le complicazioni della libertà di stampa
Nobody Speak: le complicazioni della libertà di stampa (Nobody Speak: Trials of the Free Press) è un documentario del 2017 diretto da Brian Knappenberger. Il documentario tratta il tema della libertà del giornalismo statunitense. L'opera si concentra su due episodi: Peter Thiel che finanzia la causa del wrestler Hulk Hogan contro Gawker Media e l'acquisto segreto da parte del proprietario di casinò Sheldon Adelson del Las Vegas Review-Journal.

## Trama
Il film inizia con le azioni legali del wrestler professionista Hulk Hogan, che (con il sostegno finanziario del miliardario Peter Thiel) aveva intentato una causa contro Gawker Media, chiedendo danni per 100 milioni di dollari per aver rilasciato un sex tape con lui e Heather Clem. Gawker Media ha successivamente presentato istanza di fallimento come diretta conseguenza della causa. Secondo quanto riferito, Thiel avrebbe voluto distruggere Gawker per aver pubblicato un articolo nove anni prima che gli causò un pubblico outing.
Il film copre anche l'evento in cui un magnate dei casinò, Sheldon Adelson, ha acquistato il Las Vegas Review-Journal; pur mantenendo la sua identità di acquirente un segreto, anche per i giornalisti impiegati dalla compagnia. Il nuovo manager non rivelò ai dipendenti chi è il nuovo proprietario dell'azienda e negò che la famiglia Adelson fosse coinvolta quando gli è stata sottoposta la questione. Lo stesso Adelson aveva anche negato la sua proprietà in un'intervista con la CNN. Ciò ha indotto un paio di suoi giornalisti a indagare autonomamente tramite i loro contatti. Alla fine scoprirono che Sheldon Adelson era davvero il nuovo proprietario e, dopo aver pubblicato l'articolo con la rivelazione, furono costretti a dimettersi.

## Cast
- Nick Denton[11]
- Hulk Hogan
- Donald J. Trump (filmati di repertorio)

## Accoglienza

### Critica
Nobody Speak è stato per lo più ben accolto dalla critica. Detiene un punteggio positivo dell'89% su Rotten Tomatoes con un punteggio medio di 6.8/10 basato su 23 recensioni. Il film ha un punteggio di 69 centesimi su Metacritic, il che indica recensioni generalmente favorevoli.

## Distribuzione
Il film è stato reso disponibile il 24 gennaio 2017 su Netflix.